# Thales LAS France
Thales LAS France (acronyme de Thales Land and Air Systems) est une filiale du groupe Thales créée le 1er janvier 2018. C'est la partie française de l'activité de Thales dans le domaine « Land and Air Systems », née par fusion des six anciennes sociétés du groupe : Thales Air Systems SAS, TDA Armements SAS, Thales Air Operations SAS, Thales Angénieux SAS, Thales Cryogénie SAS et Thales Optronique SAS.
Le siège social de la société est situé 2, avenue Gay-Lussac à Elancourt (Yvelines) et la société comprend sept établissements en plus d'Elancourt: à Rungis (Val-de-Marne), La Ferté-Saint-Aubin (Loiret), Massy (Essonne), Toulouse (Haute-Garonne), Fleury-les-Aubrais (Loiret), Ymare (Rouen) et Limours (Essonne).

## Historique

### Thales Air Systems
La société française Thales Air Systems, filiale du groupe Thales, est née en 2007 de la fusion des sociétés Thales Air Defence et Thales Air Traffic Management, devenue en 2007 Thales Air Systems. Dans l'organisation du groupe Thales, cette société fait partie de la Division Opérations Aériennes.
Le siège de Thales Air Systems est situé à Rungis dans le Val-de-Marne en France. Cette société est également implantée à Fleury-les-Aubrais, Limours, Ymare, Toulouse .
Thales Air Systems est une société spécialisée dans les systèmes de défense utilisant des radars de surface (destinés à la marine, à l'armée de l'air et à l'armée de terre) ainsi que les systèmes de contrôle de la circulation aérienne et les radars civils.

### TDA Armements
La société TDA Armements, filiale du groupe Thales, est créée en 1994. Son activité principale est la production d'armements et de munitions. Elle est Implantée à La Ferté-Saint-Aubin.

### Thales Angénieux
La société Thales Angénieux, filiale du groupe Thales est un fabricant français d'objectifs photographiques et cinématographiques.

### Thales Cryogénie
La société Thales Cryogénie, filiale du groupe Thales, est créée en 1989. Son activité principale est la production de système de cryogénie industriels dont elle est (en 2016) le leader mondial du marché. Elle est Implantée à Blagnac et emploie 120 salariés en 2016.

### Thales Optronique

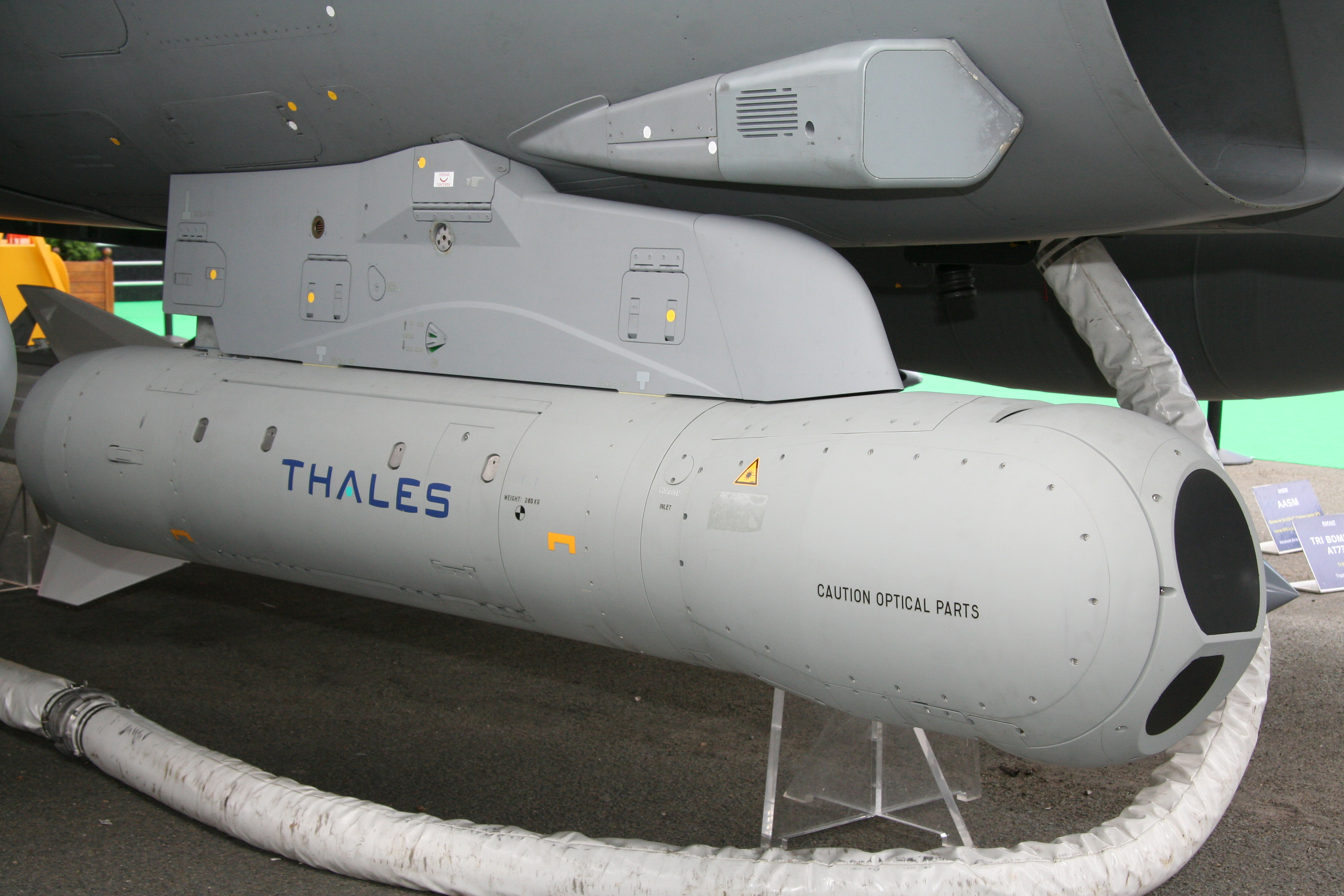
Pod Damoclès.

Thales Optronique est installée à Élancourt depuis 2008. Elle comptait 1350 ingénieurs en 2014. La spécialité de la société est les nacelles de désignation laser, l’optronique et les autodirecteurs radar de missile (MICA, Aster).